# Wochenspiegel (Lübeck)
Der Wochenspiegel (ursprünglich Lübecker Wochenspiegel) ist ein in Teilen Schleswig-Holsteins und Mecklenburg-Vorpommerns erscheinendes deutsches Anzeigenblatt.

## Verlag
Der Wochenspiegel wird von der  Ostsee Verlag GmbH mit Sitz in Lübeck herausgegeben. Neben dem Wochenspiegel gibt der Verlag das Anzeigenblatt Schaufenster Plön mit Redaktionssitz in Plön heraus. Der Ostsee Verlag und die Redaktion des Wochenspiegels befinden sich im Verlagsgebäude der Lübecker Nachrichten GmbH in Lübeck-Buntekuh. Der Verlag ist ein hundertprozentiges Tochterunternehmen der Lübecker Nachrichten GmbH und Mitglied des Bundesverbandes Deutscher Anzeigenblätter.

## Geschichte
Das Anzeigenblatt erscheint seit 1979, zunächst unter dem Namen Lübecker Wochenspiegel. Die Auflage betrug 1979 120.00 Exemplare, das Anzeigenblatt erschien einmal wöchentlich in der Hansestadt Lübeck, in Bad Schwartau und Stockelsdorf.
Der Name wurde später auf Wochenspiegel verkürzt und das Verbreitungsgebiet vergrößert. 1993 erschien erstmals die Stormarn-Ausgabe mit einer Auflage von 30.000 Exemplaren.
Das Verbreitungsgebiet umfasst die Hansestadt Lübeck sowie Teile des Kreises Ostholstein und des Kreises Stormarn, außerdem einen kleinen Teil des Kreises Herzogtum Lauenburg und des Landkreises Nordwestmecklenburg.
2003 wurde der Wochenspiegel einem Relaunch unterzogen.
Im ersten Quartal 2010 hatte der Wochenspiegel eine ADA-geprüfte Auflage von 152.682 Exemplaren.
Nachfolgerin von Jeanette Nentwig als Redaktionsleiterin wurde 2010 Sabine Goris.

## Ausgaben
Der Wochenspiegel erscheint mit den Ausgaben Lübeck Süd-West (einschließlich Groß Sarau), Lübeck Nord-Ost (einschließlich Herrnburg und Lüdersdorf), Lübecker Bucht (mit Ratekau im Süden und Süsel im Norden) und Bad Schwartau/Stockelsdorf einschließlich Ahrensbök. Die Ausgaben erscheinen jeweils am Mittwoch, seit Februar 2007 zusätzlich am Sonnabend in Lübeck und Bad Schwartau/Stockelsdorf. Neben der Printausgabe erscheint der Wochenspiegel als E-Paper. Auf der Website meinwochenspiegel.de können Leserreporter seit 2009 eigene Beiträge veröffentlichen, die zum Teil in die Printausgabe übernommen werden.